# Youssouf Fofana
Youssouf Fofana (* 10. Januar 1999 in Paris) ist ein französischer Fußballspieler. Der Mittelfeldspieler steht bei der AC Mailand unter Vertrag und ist Nationalspieler.

## Karriere

### Verein
Der in der französischen Hauptstadt Paris geborene Fofana ist malischer Abstammung und spielte in der Jugend diverser Pariser Vereine, zuletzt bei JA Drancy, bevor ihm Scouts von Racing Straßburg im Januar 2017 entdeckten und ihn in die Nachwuchsabteilung des Vereins holten. Nachdem er ein Jahr für die Reservemannschaft in der Championnat National 3 gespielt hatte, unterzeichnete er am 17. September 2018 seinen ersten professionellen Vertrag bei Racing und wurde in die erste Mannschaft befördert. Sein Debüt in der Ligue 1 gab er am 24. August 2018 (3. Spieltag) bei der 0:2-Auswärtsniederlage gegen Olympique Lyon, als er in der 84. Spielminute für Ibrahima Sissoko eingewechselt wurde. In der Folge wurde er sporadisch eingesetzt und erzielte am 19. Januar (21. Spieltag) beim 5:1-Auswärtssieg gegen den AS Monaco sein erstes Tor. Cheftrainer Thierry Laurey setzte ihn ab dieser Zeit als Stammspieler ein, wodurch er die Saison 2018/19 mit 17 Ligaspielen beendete, in denen er einen Treffer erzielen konnte. Nachdem er in der nächsten Spielzeit 2019/20 aufgrund einer Verletzung zu Beginn für zwei Monate ausgefallen war, kehrte er ab Mitte Oktober 2019 in die Startformation zurück.
Am 29. Januar 2020 wechselte Youssouf Fofana für eine Ablösesumme in der Höhe von 15 Millionen Euro zum Ligakonkurrenten AS Monaco, wo er einen Vertrag bis zum Stichtag 30. Juni 2024 unterzeichnete. Am 1. Februar 2020 (22. Spieltag) debütierte er bei der 1:3-Auswärtsniederlage gegen Olympique Nîmes. Bei den Monegassen etablierte er sich rasch in der Startformation und beendete mit 20 Ligaeinsätzen, in denen er ein Tor erzielte.
Mitte August 2024 wechselte Fofana zur AC Mailand in die italienische Serie A und unterschrieb dort einen Vertrag bis Juni 2028. Am 6. Januar 2025 gewann der Mittelfeldspieler mit den Rossoneri die Supercoppa Italiana.

### Nationalmannschaft
Fofana bestritt im Februar 2018 ein Länderspiel für die französische U19-Nationalmannschaft. Mit der U20 nahm er an der U20-Weltmeisterschaft 2019 in Polen teil, wo er in allen vier Spielen zum Einsatz kam und ein Tor erzielen konnte.
Zwischen November 2018 und November 2019 war er französischer U21-Nationalspieler.
Am 22. September 2022 absolvierte Fofana im Nations-League-Spiel gegen Österreich sein erstes A-Länderspiel. Er nahm in der Folge auch an der Weltmeisterschaft in Katar teil und kam hier zu sechs Einsätzen, darunter im Finale.

## Erfolge

### AC Mailand
- Italienischer Superpokalsieger: 2024